# 子是故人來
《子是故人來》（英語：Son from the Past，前名：《乘勝追擊》），香港亞洲電視本港台的劇集，於2004年首播。

## 劇情
在香港任職律師的成明（秦漢飾），其祖父成勝（黃智賢飾）在民國時代，於廣州開設米廠，後來被夥計陸九（劉錫賢飾）殺害，而米廠亦落入陸九之手。這事被富家公子伍世昌（張國強飾）所知悉，然伍世昌也因此事遭陸九陷害，而落魄了數十年。成勝死後遺下了一子成峰（黃浩然飾），在澳門定居，後來亦死於陸九之手。成峰遺下了一子成明。
成峰在死時偶然間穿越了時空，到了2002年的香港，遇上了成明。成明與成峰其後時光倒流，回到二十年代的廣州，把成勝帶過來2002年的香港。成勝、成峰和成明三代人，與伍世昌一起，找到了陸九，原來陸九已在香港定居當隱形富豪。三代人合力向陸九報仇......

## 演員表

### 成家
| 演員                   | 角色   | 暱稱/關係                                                                     |
| 米 雪                  | 成美眷 | 生於1910年 成勝之姊 成峰之姑媽 成明之姑婆                                     |
| 黃智賢                 | 成 勝  | 生於1912年，死於1937年 1937年出場 成美眷之弟 後到2002年                       |
| 陳 煒                  | 金 蘭  | 生於1914年，死於1937年 1937年出場 成峰之母                                    |
| 黃浩然                 | 成 峰  | 生於1937年，死於1959年 1960年出場 被石彩玉所殺而到2002年時空 後誤到1937年時空 |
| 珈 潁                  | 李慧雲 | 生於1937年 1960出場 成峰之女友                                                |
| 譚倩紅                 | 李慧雲 | 成峰之女友 成明之母                                                           |
| 洪依萍                 | 伍 安  | 生於1980年 2002出場 成美眷養女 戀上成峰                                       |
| 秦 漢 （配音：陳廷軒） | 成 明  | 生於1959年 2002年人物成峰、李慧雲之子 余安喬之夫                              |
| 羅 霖                  | 余安喬 | 生於1970年 成明之妻                                                           |

### 洪家
| 演員   | 角色  | 暱稱/關係                        |
| 盧慶輝 | 洪 日 | 生於1970年 洪玲之兄 戀上陸如茵   |
| 陳 煒  | 洪 玲 | 生於1973年 2002年出場 戀上陸志軒 |

### 陸家
| 演員   | 角色   | 暱稱/關係                              |
| 劉錫賢 | 陸 九  | 生於1912年 石彩玉之夫 陸志軒之父       |
| 郭舒贤 | 石彩玉 | 1937年出場                             |
| 商天娥 | 石彩玉 | 生於1927年 陸九之妻 陸志軒、陸如茵之母 |
| 林明倫 | 陸志軒 | 生於1972年 陸如茵同母異父之兄 戀上洪玲 |
| 田蕊妮 | 陸如茵 | 生於1977年 石彩玉之女 戀上洪日         |

### 其他演員
| 演員                    | 角色       | 暱稱/關係                                         |
| 張國強                  | 伍世昌     | 生於1910年 成美眷之男友                           |
| 黎思嘉                  | 高小尤     | 生於1937年 1960年出場 成峰之女友                  |
| 林小湛                  | 高小尤     | 成峰之女友                                        |
| 洪依萍                  | 妹 頭      | 1937年出場 戀上成峰 被騙到南洋去 老年由謝雪心客串 |
| 王渝文 （配音：程文意） | 屠麗斯     |                                                   |
| 潘志文                  | 藍 英      |                                                   |
| 張 雷                   | 石水泉     |                                                   |
| 樓南光                  | 郭 旺      |                                                   |
| 戴 龍                   | 屠 琛      |                                                   |
| 黃子雄                  | 葉開源     | 成明同事                                          |
| 梁 愛                   | 娟 姐      | 陸家傭人                                          |
| 黃樹棠                  | 棠 叔      | 陸家員工                                          |
| 蘇 昶                   | 棠（青年） |                                                   |
| 白 彪                   | 劉 華      |                                                   |
| 黃文慧                  | 素 姑      |                                                   |
| 李 楓                   | 有 姑      |                                                   |
| 饒芷昀                  | 愛 姐      |                                                   |
| 林子博                  | ARIC       |                                                   |
| 林美華                  | CINDY      |                                                   |
| 張 煒                   | ROGER      |                                                   |
| 成元鈞                  | 亞 超      |                                                   |
| 嘉 俊                   | 茵助手     |                                                   |
| 錢嘉成                  | 亞 權      |                                                   |
| 蔡國威                  | DON        |                                                   |